# Philharmonie de Samara
La philharmonie nationale de Samara (Самарская государственная филармония), est une institution culturelle nationale située à Samara (Russie) fondée le 5 octobre 1940 pour l'établissement de l'orchestre philharmonique de l'okroug de Samara. Son premier concert s'est tenu le 8 mai suivant. Il se trouve dans l'ancien théâtre Olympe de la ville, aujourd'hui entièrement remanié, au n° 141 de la rue Frounzé.

## Activité
La philharmonie de Samara donne des concerts et un enseignement musical.

## Composition
- Orchestre symphonique: dirigé par Mikhaïl Chtcherbakov (artiste du Peuple de Russie) et chef d'orchestre principal de l'institution; chef d'orchestre: Gueorgui Klementiev
- Orchestre de musique de chambre
- Département des programmes de musique et de littérature (OLYMP): metteur en scène: S. Kouranov
- « Forte-quartet »
- Ensemble instrumental populaire russe; directeur artistique: R. Batyrchine
- Théâtre de conte « Les Voyages merveilleux »
- « Poli Ars »
- « Rendez-vous »
- Organiste: L. Kamelina, sur un orgue de la firme allemande Rudolf von Beckerath